# 德國–荷蘭足球打比
德國–荷蘭足球打比（英語：Germany–Netherlands football rivalry）被譽為足球比賽中最受關注、最重要及最具歷史的國家隊打吡賽，由兩支歐洲足球最具代表性的國家隊－荷蘭及德國（不包括東德）的打吡戰。兩國首次對壘最早於1910年，荷蘭以四比二擊敗德國；二戰期間德國占領荷蘭令荷蘭往後的反德情緒加深。直到1974年國際足協世界盃，荷蘭及西德成功殺入決賽，結果西德隊以二比一擊敗荷蘭，獲得西德歷史上第二次世界盃冠軍。自此外界將德國與荷蘭的對決視為世界上最著名的國際足球打比之一。

## 歷史

### 1974－1988年
對荷蘭人而言，此對抗的起源主要源自二戰期間德國佔領下的反德情緒。在長達五年的佔領期間，荷蘭有25萬人喪生，國家遭受嚴重破壞。特別是1988年前的賽事，荷蘭民眾常將戰爭記憶與足球競技強烈連結，但隨著時間推移這種情緒逐漸淡化。
我根本不在乎比分。1-0就夠了，只要能羞辱他們。我恨德國人，他們殺害我的家人——父親、姐姐和兩個兄弟。每次對陣德國，我都充滿憤恨。——威廉·范哈内亨 （1944年生），荷蘭中場球員
1974年世界盃決賽（亦是兩隊自1945年後首次正式交手），荷蘭雖被視為奪冠熱門，最終卻敗給德國，此事被荷蘭人稱為「De moeder aller niederlagen」（「所有敗北之母」），成為國家創傷。NOS體育評論員Herman Kuiphof在直播中感嘆：「我們再次被耍了」——此話後來成為流行語。
1974年的失利在荷蘭引發強烈苦澀情緒，直至1988年歐洲盃，荷蘭在德國主場擊敗東道主並最終奪冠，民眾對國家隊的壓力才稍緩。1974至1988年間的兩場正式賽事——1978年世界盃與1980年歐洲盃的小組賽——皆以激烈肢體衝突聞名。1980年賽事中，哈拉德·舒馬赫與胡布·斯蒂文斯在場上爆發衝突，連尼·雲達加賀夫更揮拳擊中贝恩德·舒斯特尔眼部。
壓力極其巨大。媒體不斷炒作歷史恩怨。我們知道荷蘭人已蓄勢待發。必須保持專注。將足球當作二戰仇恨的宣洩口，這令我深感遺憾。——卡爾-海因茨·魯梅尼格 （1955年生），德國前鋒談1978年世界盃
賽前我們便預感緊繃。我們發誓要贏，因這場勝利對民族自尊至關重要。對荷蘭人而言，擊敗我們是至高成就。他們對我們的恨意遠超我們對他們。——卡尔海因茨·弗尔斯特 （1958年生），德國中場談1980年歐洲盃
1988年歐洲盃準決賽，荷蘭憑藉馬爾科·范巴斯滕終場前的進球以2-1擊敗東道主德國。賽後，荷蘭球員羅納德·科曼以奧拉夫·托恩的球衣做出擦拭臀部動作，引發德國輿論譁然。荷蘭最終在決賽擊敗蘇聯奪冠。當球隊返回阿姆斯特丹慶祝時，主帥里努斯·米歇爾斯於阿姆斯特丹王宫前向群眾宣告：「我們贏得錦標，但眾所皆知準決賽才是真正的決賽！」全荷陷入狂歡，球員們乘船巡遊阿姆斯特丹運河時，民眾跳入水中游向船隻祝賀。
我等待此刻已十四年。賽前憶起少年時在電視前的感受，怒火更熾。能將此勝利獻給經歷戰爭的老一輩，我深感欣慰。——漢斯·尹布基倫 （1956年生），荷蘭守門員談1988年歐洲盃
我們為老一輩帶來歡欣。我目睹他們的激動與淚水。——路德·古利特 （1962年生），荷蘭前鋒談1988年歐洲盃
此役後，荷蘭的反德情緒大幅消退，因在德國本土擊敗對手並最終奪冠，對多數人而言已是最接近「復仇」的成就。此亦標誌對抗進入新階段——隨著戰爭因素淡化，德國方面開始更積極參與競爭，使對抗雖仍激烈，但敵意程度降低。

### 1988－2012年
1990年國際足協世界盃十六強賽再度點燃現代對抗的導火線。兩隊在資格賽已兩度交手（德國主場0-0、荷蘭主場1-1）。
開賽前，荷蘭球迷以噓聲壓制德意志之歌，德國球迷則在威廉頌演奏時高喊「Deutschland!」。該役以多次犯規與衝突聞名：魯迪·沃勒爾遭弗蘭克·里傑卡爾德鏟倒後，後者不僅領黃牌，更向沃勒爾頭髮吐口水。隨後自由球爭搶中，沃勒爾與荷蘭門將范布魯克倫發生碰撞，里傑卡爾德再度拉扯沃勒爾頭髮，裁判將兩人驅逐離場。離場時，里傑卡爾德二度吐口水。德國最終2-1勝出並奪得該屆冠軍。
1992年歐洲盃小組賽，荷蘭3-1擊敗德國，兩隊雙雙晉級。荷蘭最終在準決賽敗給丹麥，而丹麥於決賽擊敗德國奪冠。兩隊下次正式交手為2004年歐洲盃，1-1平局後荷蘭晉級淘汰賽，德國則止步小組賽。
2012年歐洲盃小組賽，因首輪荷蘭負丹麥、德國勝葡萄牙，此役關乎晉級命運。德國2-1獲勝後，荷蘭須在末輪以兩球優勢擊敗葡萄牙且丹麥負於德國方能晉級。最終荷蘭不敵葡萄牙遭淘汰，德國則止步準決賽。

### 2018年至今
2018-2020年間，兩隊在首屆歐洲國家聯賽與歐洲盃外圍賽兩度同組。2018年10月國家聯賽首回合，荷蘭3-0勝出；11月次回合，德國雖一度2-0領先，但昆西·普罗姆斯與維吉爾·范戴克終場前連進兩球扳平，助荷蘭奪得小組頭名。
2019年歐洲盃外圍賽，德國憑尼科·舒爾茨第90分鐘進球3-2險勝阿姆斯特丹；同年9月，荷蘭4-2大勝漢堡，取得自2002年後首場客場勝利。

### 總體統計與友誼賽
近數十年對戰紀錄趨於平衡。1996年後在荷蘭舉行的友誼賽：荷蘭1勝（2000年2-1）、2平（2005年2-2；2012年0-0）、1負（1996年0-1）。在德國舉行的友誼賽：德國1勝（2011年3-0）、1平（1998年1-1）、荷蘭1勝（2002年3-1）。
原定2015年11月17日於漢諾威舉行的友誼賽，因巴黎恐攻威脅而取消。德方獲報計劃在漢諾威火車總站與球場外發動攻擊，開賽前兩小時緊急疏散HDI競技場。

## 對賽統計
最後更新：2024年10月14日
以下對賽統計包括西德時期的比賽紀錄
- 歷年來對賽：48[11]
- 德國 勝: 18
- 和: 18
- 荷蘭 勝: 12

|                | 比賽 | 勝   | 勝   | 和 | 入球 | 入球 |
| 德國           | 比賽 | 荷蘭 | 德國 | 和 | 荷蘭 |      |
| -------------- | ---- | ---- | ---- | -- | ---- | ---- |
| 國際足協世界盃 | 5    | 2    | 0    | 3  | 7    | 5    |
| 歐洲國家盃     | 7    | 3    | 3    | 1  | 13   | 15   |
| 歐洲國家聯賽   | 4    | 1    | 1    | 2  | 5    | 7    |
| 以上大賽總結   | 16   | 6    | 4    | 6  | 25   | 27   |
| 友誼賽         | 32   | 12   | 8    | 12 | 65   | 52   |
| 所有比賽       | 48   | 18   | 12   | 18 | 90   | 79   |

對賽紀錄
| #  | 日期           | 場地       | 賽事                       | 主隊 | 賽果 | 客隊 |
| -- | -------------- | ---------- | -------------------------- | ---- | ---- | ---- |
| 1  | 1910年4月24日  | 阿納姆     | 友誼賽                     | 荷蘭 | 4–2  | 德国 |
| 2  | 1910年10月16日 | 克莱沃     | 友誼賽                     | 德国 | 1–2  | 荷蘭 |
| 3  | 1912年3月24日  | 茲沃勒     | 友誼賽                     | 荷蘭 | 5–5  | 德国 |
| 4  | 1912年11月17日 | 萊比錫     | 友誼賽                     | 德国 | 2–3  | 荷蘭 |
| 5  | 1914年4月5日   | 阿姆斯特丹 | 友誼賽                     | 荷蘭 | 4–4  | 德国 |
| 6  | 1923年5月10日  | 漢堡       | 友誼賽                     | 德国 | 0–0  | 荷蘭 |
| 7  | 1924年4月21日  | 阿姆斯特丹 | 友誼賽                     | 荷蘭 | 0–1  | 德国 |
| 8  | 1925年3月29日  | 阿姆斯特丹 | 友誼賽                     | 荷蘭 | 2–1  | 德国 |
| 9  | 1926年4月18日  | 杜塞爾多夫 | 友誼賽                     | 德国 | 4–2  | 荷蘭 |
| 10 | 1926年10月31日 | 阿姆斯特丹 | 友誼賽                     | 荷蘭 | 2–3  | 德国 |
| 11 | 1927年11月20日 | 科隆       | 友誼賽                     | 德国 | 2–2  | 荷蘭 |
| 12 | 1931年4月26日  | 阿姆斯特丹 | 友誼賽                     | 荷蘭 | 1–1  | 德国 |
| 13 | 1932年12月4日  | 杜塞爾多夫 | 友誼賽                     | 德国 | 0–2  | 荷蘭 |
| 14 | 1935年2月17日  | 阿姆斯特丹 | 友誼賽                     | 荷蘭 | 2–3  | 德国 |
| 15 | 1937年1月31日  | 杜塞爾多夫 | 友誼賽                     | 德国 | 2–2  | 荷蘭 |
| 16 | 1956年3月14日  | 杜塞爾多夫 | 友誼賽                     | 西德 | 1–2  | 荷蘭 |
| 17 | 1957年4月3日   | 阿姆斯特丹 | 友誼賽                     | 荷蘭 | 1–2  | 西德 |
| 18 | 1959年10月21日 | 科隆       | 友誼賽                     | 西德 | 7–0  | 荷蘭 |
| 19 | 1966年3月23日  | 鹿特丹     | 友誼賽                     | 荷蘭 | 2–4  | 西德 |
| 20 | 1974年7月7日   | 慕尼黑     | 1974年國際足協世界盃決賽   | 西德 | 2–1  | 荷蘭 |
| 21 | 1975年5月17日  | 法蘭克福   | 友誼賽                     | 西德 | 1–1  | 荷蘭 |
| 22 | 1978年6月18日  | 阿根廷     | 1978年國際足協世界盃       | 荷蘭 | 2–2  | 西德 |
| 23 | 1978年12月20日 | 杜塞爾多夫 | 友誼賽                     | 西德 | 3–1  | 荷蘭 |
| 24 | 1980年6月14日  | 那不勒斯   | 1980年歐洲國家盃           | 西德 | 3–2  | 荷蘭 |
| 25 | 1980年10月11日 | 荷兰       | 友誼賽                     | 荷蘭 | 1–1  | 西德 |
| 26 | 1986年5月14日  | 多特蒙德   | 友誼賽                     | 西德 | 3–1  | 荷蘭 |
| 27 | 1988年6月21日  | 漢堡       | 1988年歐洲國家盃           | 西德 | 1–2  | 荷蘭 |
| 28 | 1988年10月19日 | 慕尼黑     | 1990年國際足協世界盃外圍賽 | 西德 | 0–0  | 荷蘭 |
| 29 | 1989年4月26日  | 鹿特丹     | 1990年國際足協世界盃外圍賽 | 荷蘭 | 1–1  | 西德 |
| 30 | 1990年6月24日  | 米蘭       | 1990年國際足協世界盃       | 西德 | 2–1  | 荷蘭 |
| 31 | 1992年6月18日  | 哥德堡     | 1992年歐洲國家盃           | 德国 | 1–3  | 荷蘭 |
| 32 | 1996年4月24日  | 鹿特丹     | 友誼賽                     | 荷蘭 | 0–1  | 德国 |
| 33 | 1998年11月18日 | 蓋爾森基興 | 友誼賽                     | 德国 | 1–1  | 荷蘭 |
| 34 | 2000年2月23日  | 阿姆斯特丹 | 友誼賽                     | 荷蘭 | 2–1  | 德国 |
| 35 | 2002年11月20日 | 蓋爾森基興 | 友誼賽                     | 德国 | 1–3  | 荷蘭 |
| 36 | 2004年6月15日  | 波圖       | 2004年歐洲國家盃           | 德国 | 1–1  | 荷蘭 |
| 37 | 2005年8月17日  | 鹿特丹     | 友誼賽                     | 荷蘭 | 2–2  | 德国 |
| 38 | 2011年11月15日 | 漢堡       | 友誼賽                     | 德国 | 3–0  | 荷蘭 |
| 39 | 2012年6月13日  | 哈爾科夫   | 2012年歐洲國家盃           | 荷蘭 | 1–2  | 德国 |
| 40 | 2012年11月14日 | 阿姆斯特丹 | 友誼賽                     | 荷蘭 | 0–0  | 德国 |
| 41 | 2018年10月13日 | 阿姆斯特丹 | 2018–19年歐洲國家聯賽A     | 荷蘭 | 3–0  | 德国 |
| 42 | 2018年11月19日 | 蓋爾森基興 | 2018–19年歐洲國家聯賽A     | 德国 | 2–2  | 荷蘭 |
| 43 | 2019年3月24日  | 阿姆斯特丹 | 2020年歐洲國家盃外圍賽     | 荷蘭 | 2–3  | 德国 |
| 44 | 2019年9月6日   | 漢堡       | 2020年歐洲國家盃外圍賽     | 德国 | 2–4  | 荷蘭 |
| 45 | 2022年3月29日  | 阿姆斯特丹 | 友誼賽                     | 荷蘭 | 1–1  | 德国 |
| 46 | 2024年3月26日  | 法蘭克福   | 友誼賽                     | 德国 | 2–1  | 荷蘭 |
| 47 | 2024年9月10日  | 阿姆斯特丹 | 2024年至2025年歐洲國家聯賽 | 荷蘭 | 2–2  | 德国 |
| 48 | 2024年10月14日 | 慕尼黑     | 2024年至2025年歐洲國家聯賽 | 德国 | 1–0  | 荷蘭 |

## 流行文化

### 報紙
在德國國家隊於2010年世界盃被淘汰後，德國小報《圖片報》建議德國人應該支持荷蘭隊（他們稱之為「德意志聯邦荷蘭」），因為多名荷蘭球員效力於德國俱樂部，尤其是拜仁慕尼黑。該文章隨後被幾家荷蘭報紙轉載，並遭到輕蔑和嘲笑，《電訊報》在討論《圖片報》文章時開頭寫道：「當缺乏自身人才時……」

### 博物館
位於罗森达尔的荷蘭「足球體驗」博物館有18個永久展覽，其中一個專門介紹德荷足球對抗。該博物館提供荷蘭語、德語和英語的導覽。博物館牆上掛有一首關於1974年失利的荷蘭詩《De moeder aller nederlagen》，最後一句寫道：「Wij waren de beste, maar zij waren beter」（「我們是最好的，但他們更強」）。

### 電視
在2006年世界盃紀錄片《德國，一個夏季的童話》（Deutschland. Ein Sommermärche）中，荷蘭隊的早期淘汰以一個高速公路標誌「荷蘭，右轉出口」來表現。在荷蘭歷史系列節目《其他時代》中，關於荷蘭贏得1988年歐洲盃的一集中，可以看到一個位於德荷邊界附近的高架橋標誌，上面用德語寫著：「您現在進入歐洲冠軍國家」。在2010年的荷蘭足球節目《足球內幕》（Voetbal Inside）中，播放了一段街頭訪問的片段，詢問人們認為荷蘭隊應該怎麼做才能贏得2010年國際足協世界盃。片段中出現了一位（荷蘭）男子，他高興地表示他對德國國家隊的「完全支持」，隨後片段停止，節目主持人則忍不住笑出聲來。

### 廣告
在1990年代和2000年代，許多廣告出現，最初是在荷蘭電視上，後來也在德國網絡上，這些廣告都提到了德荷足球對抗，包括：
- 一則體育選擇廣告，裡面一對荷蘭夫婦在房車中超越一位老年德國女性，隨後兩輛車開始互相撞擊。[14]

- 一則喜力廣告，德國官員在假新聞發布會上展示耳塞作為對抗一系列荷蘭球迷噪音製造器的「終極武器」。[15]

- 一則NUON廣告，荷蘭球迷不小心將飲料灑在一位德國球迷的身上，弄壞了他的T恤。荷蘭球迷隨後將自己的（黑色）T恤作為賠償提供給德國球迷，德國球迷接受了。在比賽中，德國球迷激烈歡呼，T恤（對體溫敏感）變成橙色。[16]

- 一則荷蘭油漆品牌History的廣告，一位英國「牆壁耳語者」得出結論，南非2010年國際足協世界盃體育場（全部漆成橙色）的牆壁是「快樂的」。當他離開時，揭示這個房間是德國國家隊的。[17]

- 一則體育博彩（德國博彩網站）廣告，德國球迷和荷蘭球迷擦肩而過，德國球迷向荷蘭球迷的頭髮吐口水。[18] 這是基於1990年世界盃中魯迪·沃勒爾遭弗蘭克·里傑卡爾德襲擊的臭名昭著事件。

- 在2000年，一則荷蘭電視廣告提到那起臭名昭著的吐口水事件，顯示沃勒爾和里傑卡爾德都穿著浴袍，一起吃早餐，暗示黃油的味道如此美好，以至於讓世界上最苦澀的對手團結在一起。里傑卡爾德在一次訪問中表示，考慮到事件發生已經十年，他和沃勒爾決定參加這則廣告，時候到了，應該和解。

- 一則博世廣告，德國夫婦被一輛載滿荷蘭球迷的車超越，荷蘭球迷對他們嘲笑。德國人跟上荷蘭車，但突然停下。荷蘭球迷慶祝，卻被抓進超速檢查中。[19]

- 2006年，一則EA Games的足球電腦遊戲廣告中，動畫的荷蘭球員和球迷在慶祝勝利，隨後一個戲劇性的旁白聲音宣稱：「荷蘭將贏得世界盃……只有你能阻止他們！」之後，德國隊被展示進球對抗荷蘭。[20]

- 同樣在2006年，隨著世界盃在德國舉辦，一則廣告展示奧利弗·卡恩和米夏埃尔·巴拉克為巴西國家隊裝飾更衣室（嘲笑德國在2002年世界盃決賽中輸給巴西）。在廣告結尾，巴拉克手持一束橙色鬱金香，提醒卡恩他們尚未為荷蘭國家隊準備更衣室。[21] 此廣告為兩隊之間的足球對抗增添了更友好的視角。

## 外部鏈接
- 1910年-2024年德國與荷蘭過往對賽（RSSSF） （页面存档备份，存于）